# اسرار ادوین درود (فیلم ۱۹۳۵)
اسرار ادوین درود (انگلیسی: The Mystery of Edwin Drood) فیلمی در ژانر درام به کارگردانی استیوارت واکر است که در سال ۱۹۳۵ منتشر شد.

## بازیگران
- کلود رینس
- داگلاس مونتگومری
- هدر آنجل
- دیوید منرس
- فرانسیس ال سالیوان
- والری هابسن
- جوزف مایکل کریگن
- والتر برنان
- گوردون داگلاس
- ویل گیر
- کارلا لمله
- دارسی کوریگان
- زِفی تیلبری